# Терян, Артём Саркисович
Артём Сарки́сович Теря́н (5 марта 1930, Кировабад – 1970, Баку) — советский борец, чемпион СССР (1951) по вольной борьбе, пятикратный чемпион СССР (1950–1954), чемпион мира (1953), призёр Олимпийских игр (1952) по классической (греко-римской) борьбе. Заслуженный мастер спорта СССР (1953).

## Биография
Артём Терян родился в 1930 году в Кировабаде в семье выходцев из села Бананц. Он рано потерял отца, погибшего на фронтах Великой Отечественной войны. Начал заниматься борьбой в 1945 году. Сначала он увлёкся национальной армянской борьбой кох, затем перешёл к занятиям классической борьбой. Его первым тренером был Андро Даниелян,но вскоре перешел к действующему борцу и тренеру Артему Вартанову под руководством которого добился самых значимых побед в своей карьере.
После окончания школы Артём Терян поступил в бакинский Институт физкультуры и переехал в Баку. В 1950 году впервые выиграл чемпионат СССР по классической борьбе в легчайшей весовой категории. В 1951 году стал чемпионом СССР и по классической, и по вольной борьбе.
В 1952 году вошёл в состав сборной СССР по классической борьбе на Олимпийских играх в Хельсинки и завоевал бронзовую медаль этих соревнований. В 1953 году был участником первого для советских борцов классического стиля чемпионате мира в Неаполе и стал победителем этого турнира. В финале он выиграл у олимпийского чемпиона Имре Ходоша.
В дальнейшем выступал в полулёгкой весовой категории. В 1955 году после падения с мотоцикла, приведшего к перелому ключицы, был вынужден завершить спортивную карьеру и перейти на тренерскую работу в спортивном обществе «Динамо». В апреле 1970 года стал жертвой убийства на бытовой почве.